# Christian Staudinger

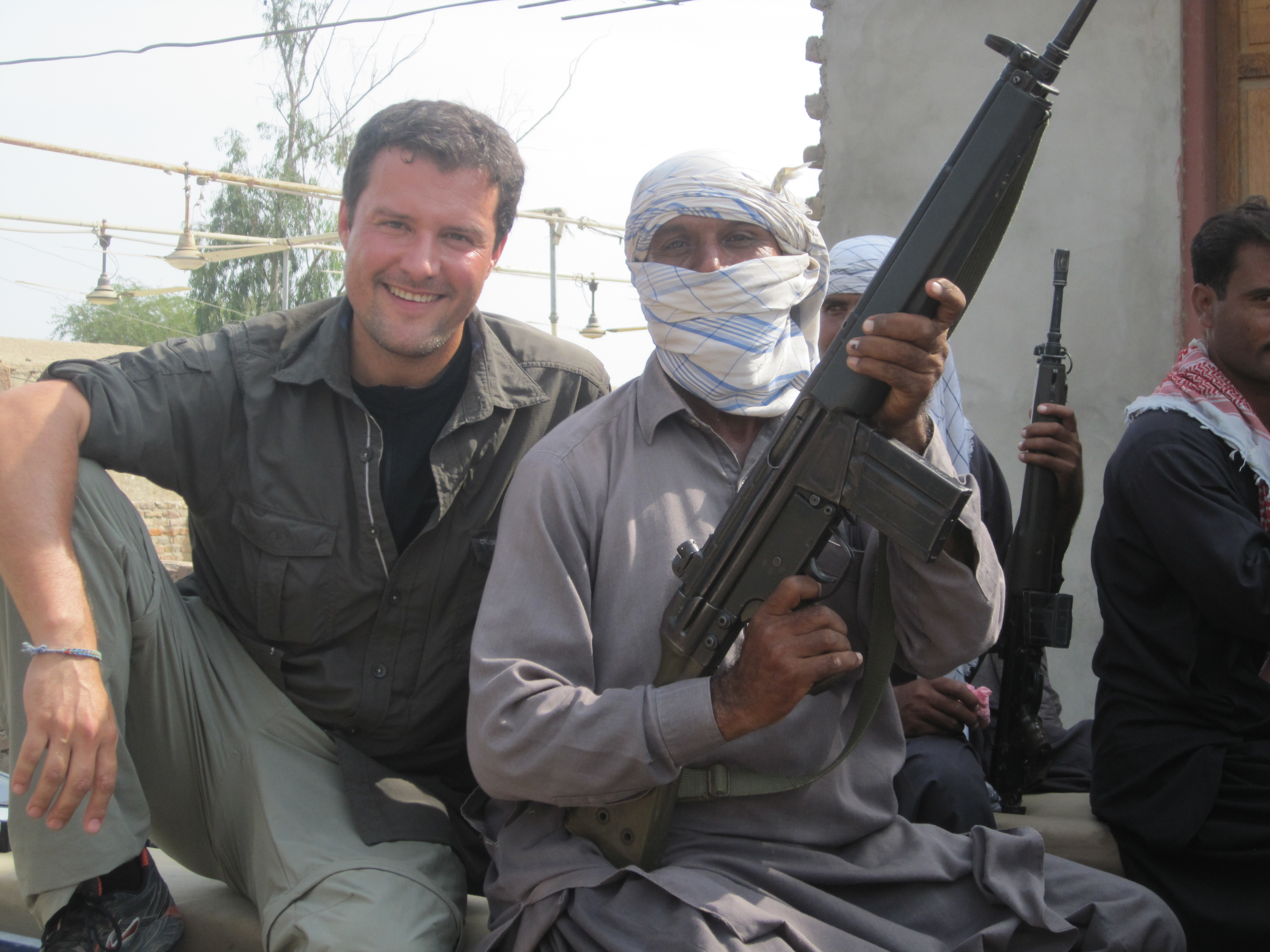
Christian Staudinger mit Leibwächtern in Pakistan, 2011

Christian Staudinger (* 12. November 1970 in Wien) ist ein österreichischer Fernsehreporter und -korrespondent beim ORF.

## Leben
Die ersten Fernseherfahrungen sammelte Staudinger ab August 2000 bei der Barbara Karlich Show; von dort wechselte er im März 2004 zu 25 – Das Magazin, einem ORF-Jugendmagazin. Dort arbeitete er zuerst als Redakteur, später als Chef vom Dienst. Ab Oktober 2004 war er für die ORF-Nachrichtensendung Zeit im Bild (ZIB) tätig, zunächst zwei Jahre hauptsächlich im Ressort Chronik, zwei Jahre in der ZIB-Innenpolitik, dann zwei Jahre in der Außenpolitik. Zwischenzeitlich gehörte er zum Entwicklungsteam der ZIB 24. In der Startphase der ORF 1 News war er regelmäßig Sendungsplaner und Chef vom Dienst der ZIB 24, der ZIB 20 und des ZIB-News-Flash. Anfang 2010 wechselte er zur ZIB 2 und war dort hauptsächlich für die Auslandsthemen zuständig.
Seit August 2011 ist er als „Kamera-Reporter“, also selbst drehend, in die „Nachbar in Not“-Projekte eingebunden. Reportagen und Live-Einstiege, unter anderem von der großen Dürre in Ostafrika, dem Hochwasser in Pakistan und dem Erdbeben in Haiti, wurden in den unterschiedlichsten News-Sendungen („Nachbar in Not“-Sondersendungen, Zeit im Bild, Thema, Ö1-Journale) ausgestrahlt.
Seit Juli 2012 ist Christian Staudinger auch Chef vom Dienst und Sendungsplaner für die „Zeit im Bild“ um 19:30 Uhr.
Seit Jänner 2013 berichtet Christian Staudinger als Korrespondent aus dem ORF-Büro in Washington, D.C.